# Gare de Yamagata
La gare de Yamagata (山形駅, Yamagata-eki) est une gare ferroviaire de la ville de Yamagata, dans la préfecture éponyme au Japon. Elle est exploitée par la compagnie JR East.

## Situation ferroviaire
La gare est située au point kilométrique (PK) 87,1 des lignes Shinkansen Yamagata et Ōu.

## Histoire
La gare a été inaugurée le 11 avril 1901. La gare est desservie par le Shinkansen depuis le 1er juillet 1992.

## Service des voyageurs

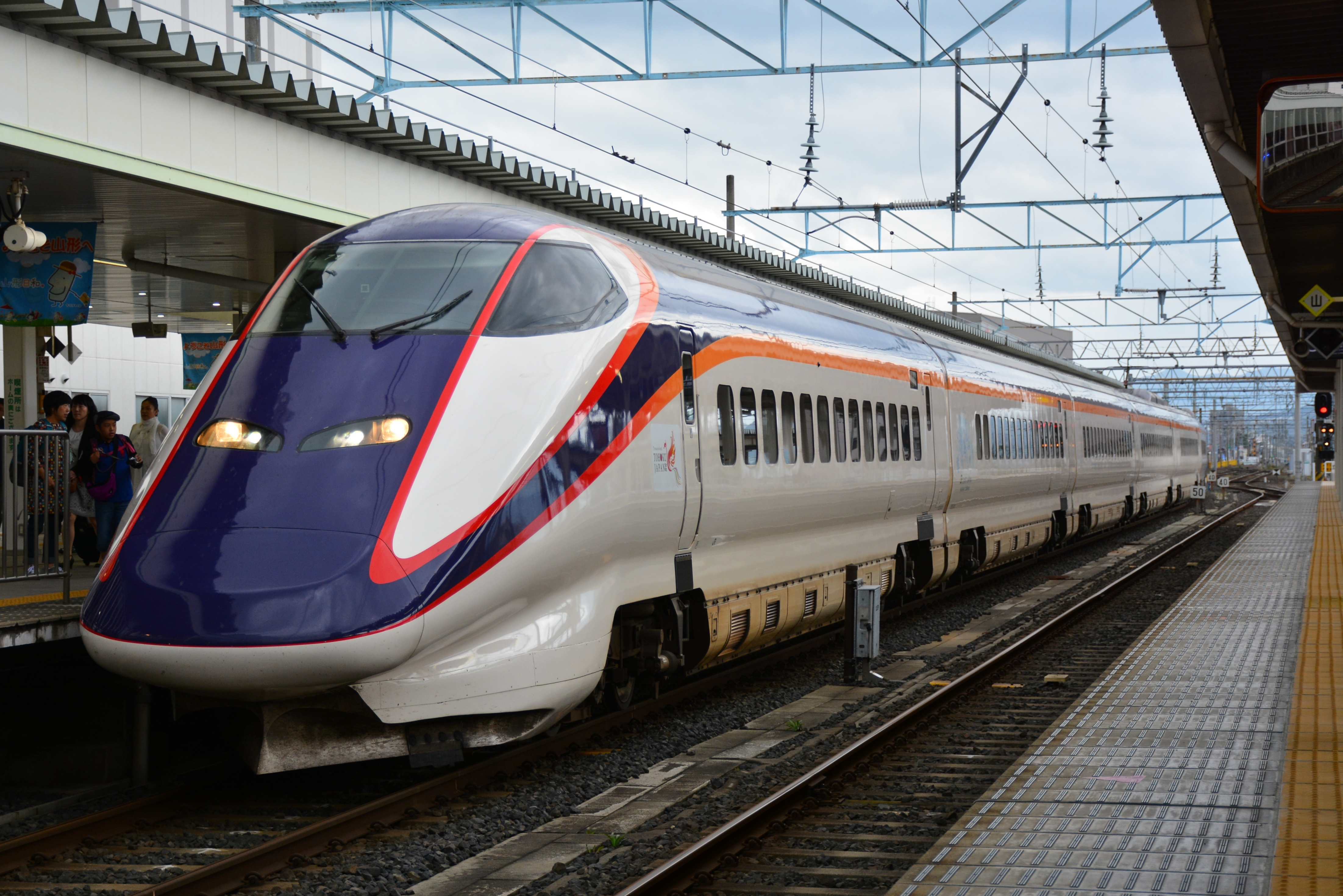
Quais Shikansen.

### Accueil
La gare dispose d'un bâtiment voyageurs, avec guichets, ouvert tous les jours.

### Desserte
- Ligne Shinkansen Yamagata :
  - voies 1 et 2 : direction Fukushima et Tokyo
  - voie 2  : direction Shinjō
- Ligne principale Ōu (Ligne Yamagata) :
  - voie 3 : direction Tendō et Shinjō
  - voie 4 : direction Yonezawa et Fukushima
- Ligne Aterazawa :
  - voie 6 : direction Sagae et Aterazawa
- Ligne Senzan :
  - voie 7 : direction Yamadera et Sendai